# SNF Floerger
SNF Floerger mit Hauptsitz in Frankreich ist, nach eigenen Angaben, der Weltmarktführer für wasserlösliche Polymere. Es werden Produkte für die Trinkwassererzeugung, die Abwasserbehandlung, die Erdölgewinnung, den Bergbau, Papierherstellung, die Landwirtschaft, die Textilindustrie und die Kosmetik hergestellt. SNF gehört zu den größten Chemieunternehmen Frankreichs. Das Unternehmen ist jedoch der breiten Öffentlichkeit wenig bekannt, da es sich um eine private Gesellschaft handelt, die im Business-to-Business Bereich tätig ist. Ende 2018 beschäftigte der Konzern 6200 Mitarbeiter und erzielte einen Umsatz von 3,0 Milliarden Euro.

## Standorte

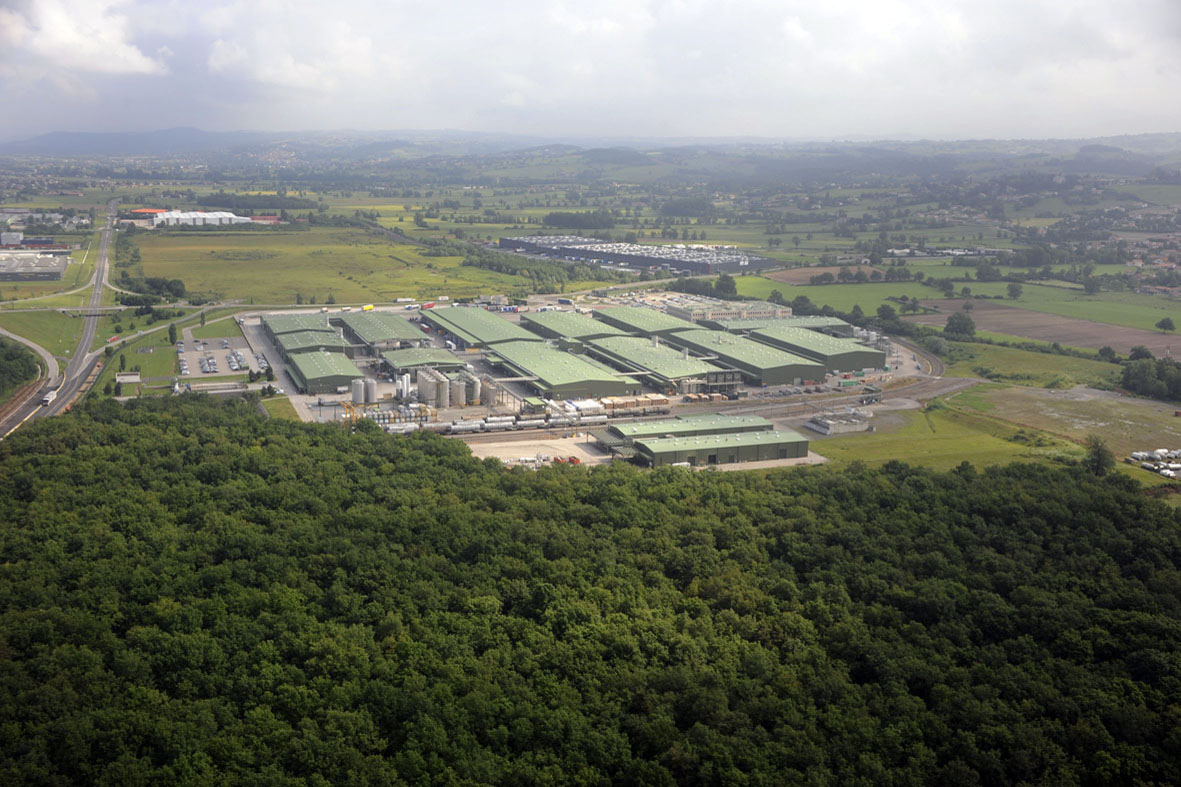
SNF-Floerger-Werk in Andrézieux

Die SNF Gruppe besteht aus Filialen und Joint Ventures in mehr als 40 Ländern und hat 20 Fabriken in Europa, Asien, Australien und in Nord- und Südamerika. Der Hauptproduktionsstätten befinden sich in Andrézieux-Bouthéon rund 25 km nördlich von Saint-Etienne im französischen Département Loire, Riceboro (Georgia/US), Taixing (China), Ulsan (Südkorea), Plaquemine (LA, USA) und Vizag (Indien). SNF hat Kunden in 130 Ländern und vertreibt Produkte in mehreren Branchen. Von 2001 bis 2011 investierte SNF mehr als eine Milliarde Euro in Produktionsanlagen. 2018 betrug die weltweite Produktionskapazität von aktiven Polymeren 1,1 Millionen Tonnen/Jahr. 

## Geschichte
1968 stellte Streichenberger die Produktion von Oziol in Saint-Étienne von Kohlebriketts auf Flockungsmittel für die Wasserbehandlung um. Aus FLOcculants und StreichenbERGER wurde die Marke FLOERGER geschaffen. 1978 wurde die Firma SNF gegründet und mehrfach, unter anderem an BP France und an W.R. Grace, verkauft. Danach übernahmen in einem Management-Buy-out der technische Leiter René Pich und der Vertriebsleiter Hubert Issaurat das Unternehmen. Zu diesem Zeitpunkt hatte SNF 25 Mitarbeiter, einen Umsatz von 2 Mrd. FRF und produzierte pro Jahr 200 Tonnen. 1987 erwarb SNF den Industriestandort Chemtall in Riceboro, Georgia, den Vereinigten Staaten, der bis heute größte Standort des Unternehmens. SNF wurde 1993 von einer Ölgesellschaft in Daqing mit dem Bau der größten Polyacrylamid-Fabrik der Welt (50 kt/Jahr) im Nordosten der Volksrepublik China beauftragt.  1995 übernahm SNF Polypure, die amerikanische Tochter für Wasseraufbereitung von Rhône-Poulenc. Zu Beginn der 2000er-Jahre wurden mehr als 30 Tochterunternehmen gegründet. 2007 gewann die Firma einen Auftrag über Planung und Bau von Petroleum Development Oman (PDO) für Enhanced Oil Recovery  (EOR) in Oman. 2011 begann der Bau einer Fabrik in Plaquemine, Louisiana, USA, die auf  Produkte für die verbesserte Erdölgewinnung spezialisiert ist.

## Branchen
Die von der Firma hergestellten Produkte werden in zahlreichen Marktsegmenten verwendet. Der Wachstumsmotor des Unternehmens ist die steigende Knappheit der Energieressourcen, von  Wasser, Erdöl und von Erzen.
SNF erzeugt organische Koagulationshilfsmittel wie polyDadmac, Polyamins, sowie Polyacrylamid-Flockungsmittel für die Behandlung von Abwässern.  Die Polyacrylamid-Flockungsmittel werden für Vorklärbecken und vor allem für die Schlammentwässerung benutzt.
Auch die Erdölindustrie wird beliefert: Die Polyacrylamide werden in der verbesserten Ölgewinnung (EOR) verwandt, um die Geschwindigkeit und die Menge des von dem Reservoir extrahierten Erdöls zu verbessern. Verschiedene Techniken werden benutzt: das Einspritzen von Polymeren (PF, enhanced oil recovery), und Tensiden (SP) oder den Prozess Polymere/ Tensiden/ Alkalimetalle (ASP). Mit dieser Technik kann bis zu 90 Prozent des ursprünglichen Ölinhaltes aufgefangen werden.
Produkte bei der Gasförderung: Da die hydraulische Aufspaltung (engl. hydraulic fracturing) für die Gewinnung von unkonventionellem Gas  eine sichere und effiziente Technik geworden ist,  werden  Reduktionsmittel (engl. drag reducing agent) immer häufiger benutzt. Polyacrylamide werden verwandt, weil sie den Wasserdruckverlust verringern können.  So kann man einen höheren Druck am Boden des Schachtes haben und dieselbe Pumpenleistung behalten.
Für den Bergbau stellt SNF Bergbau-Chemikalien mit Xanthogenaten her. 
Für die Papierindustrie vertreibt die Firma unter der Marke Floret-Polyacrylamide, die entweder allein oder in Systemen mit mehreren Komponenten im Konstantteil der Papiermaschine verwendet werden. Sie verbessern die Papier- und Kartonqualität sowie die Produktivität bei der Retention und der Trocknung des Papiers. Die von SNF hergestellten Koagulationshilfsmittel wirken als Fixiermittel für verschiedene Zusatzstoffe wie Farbmittel und Schlichte. Sie neutralisieren die Ladung und sind ein Mittel zur Kontrolle des kationischen Bedarfs. 
Die Firma stellt auch Produkte für die Land- und Forstwirtschaft her: Superabsorber, die aus vernetzten Polyacrylamiden bestehen, können bis zum 400-fachen ihres Gewichts an Wasser absorbieren. Sie sind für zahlreiche Anwendungen geeignet: Aufforstung, Gartenbau, Landschaftsarchitektur und Ornamentik. Diese Produkte, die unter dem Markennamen Aquasorb vertrieben werden, verbessern die Wasserrückhaltung der Böden, reduzieren die Bewässerungszeit, den Wasserverbrauch und den Wasser- und Nährstoffverlust  durch Auslaugen. Lösliche Polyacrylamide werden verwandt, um die Böden auszuflocken und damit das Eindringen von Wasser und die Durchlüftung des Bodens zu verbessern, sowie auch die Bodenerosion zu verringern.
Die Firma beliefert auch die Textilwirtschaft: Floprint- Verdickungsmittel  werden für Textildruck im Pigmentdruck, Reaktivdruck und Dispersionsdruck verwendet.  Verdickungsmittel gibt es als Umkehremulsion,  entwässerte Emulsion und als Pulver. SNF erzeugt auch Textilhilfsmittel, die als Dispergiermittel, Antimigrationsmittel, Fixiermittel und Schlichtemittel dienen.
Die Firma liefert Produkte für die Kosmetikbranche: Konditionierungsmittel, die Rheologiemodifizierer und die Carbomers unter den Marken Flocare und Flogel. Der erste, unter dem Namen Polyquaternium 6, 7, 11 und 22 bekannt, wird für die Haarkonditionierung (engl. conditioners) und für Körpershampoos benutzt. Diese haben eine Affinität zum Keratin; sie schützen und reparieren also die Haare. Die Rheologiemodifizier sind Verdickungsmittel in Form einer umgekehrten Emulsion, die für Hautpflegeformulierungen und Haarpflegecremes geeignet sind. Carbomers werden durch Fällung hergestellt und sind eines der Verdickungsmittel, die von der Kosmetikindustrie am häufigsten genutzt werden.
SNF vertreibt unter der Bezeichnung Floset Polymer für die Baustoffindustrie, unter Flosperse und Flogel Dispergiermittel für Haushaltsreinigungsmittel, als Metalsorb Chelate für Schwermetalle und Geruchsabsorptionsmittel unter der Bezeichnung Odorflo.